# Joan Hunyadi

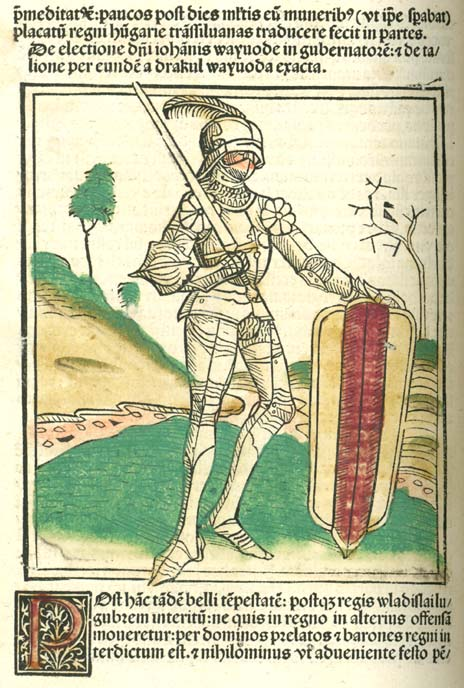
Joan Hunyadi, gravat de Johannes de Thurocz a la Chronica Hungarorum, Brno, 1488

Joan Hunyadi (en romanès Ioan Corvin de Hunedoara o Iancu de Hunedoara, en hongarès Hunyadi János, en croat: Janko Hunjadi, en serbi: Сибињанин Јанко / Sibinjanin Janko) (nascut vers 1387 – mort l'11 d'agost de 1456) fou un militar i polític del Principat de Transsilvània al segle xv, voivoda de Transsilvània i vassall del rei d'Hongria Vladislavus de Varna, i del seu successor, el jove Vladislavus el Pòstum.

## Biografia
Originari d'una família de boiars romanesos, va passar a l'església catòlica i va ingressar a la noblesa hongaresa. Joan Hunyadi es va distingir entre 1440 i 1444 quan amb el rei de Polònia Ladislau de Varna va organitzar una croada contra l'Imperi Otomà per lliurar els Balcans amb l'ajut de cavallers francesos i del voivodat de Valàquia. La croada es va encallar davant de Kaliakra, prop de Varna.
El 1446 va ser designat com a regent del Regne d'Hongria durant la minoria d'edat del jove rei Ladislau el Pòstum.
Hunyadi no va renunciar a alliberar els Balcans dels turcs. El setembre de 1448 va organitzar una nova croada a Sèrbia de nou també vençuda pel soldà Murat II a la Batalla de Kosovo el 18 d'octubre de 1448. En aquesta batalla l'exèrcit de Gjergj Kastriot Skanderbeg no es va poder unir-s'hi. Finalment tota Sèrbia fou ocupada pels turcs i es va acabar amb qualsevol esperança de salvar Constantinoble.
Hunyadi fou fet presoner pel dèspota serbi Đurađ Branković, que només el va alliberar després de cobrar un rescat de 100.000 florins, la restitució dels dominis confiscats a Hongria i el casament del fill gran de Hunyadi, Vladislavus Hunyadi, amb Elisabeth, filla de Catherina Branković i d'Ulrich de Cillei.
Quan va retornar a Hongria, va reforçar les defenses del país, ja que havia abandonat la regència, però va defensar els drets del rei Ladislau, tot i que havia arribat a oferir la corona a Alfons el Magnànim. Va defensar victoriosament la ciutat de Belgrad en el setge de 1456 i va fer retrocedir els turcs fins a Bulgària. Entretant, Vlad Țepeș es dirigia a Valàquia reconquerint la seva terra natal matant Vladislau II de Valàquia, aliat de Hunyadi.Poc després d'aquesta victòria Hunyadi va morir, segurament a causa de la pesta.

## Descendència
Va tenir dos fills Vladislavus Hunyadi (en romanès, Vlad de Hunedoara, en hongarès, Hunyadi László) i Mathias Corvin (en romanès Matei Corvin, en hongarès, Hunyadi Mátyás) que fou elegit rei d'Hongria.